# رابطة القتال الدولية
رابطة القتال الدولية (بالإنجليزية: International Fight League)‏ كان منظمة ترويجية أمريكية لفنون القتال المختلطة (MMA) وصفت بأنها أول دوري فنون قتالية مختلطة في العالم. تم تأسيسها في 7 يناير 2006، وتم إغلاقها في 31 يوليو 2008.